# Szkoła Podstawowa nr 11 w Częstochowie

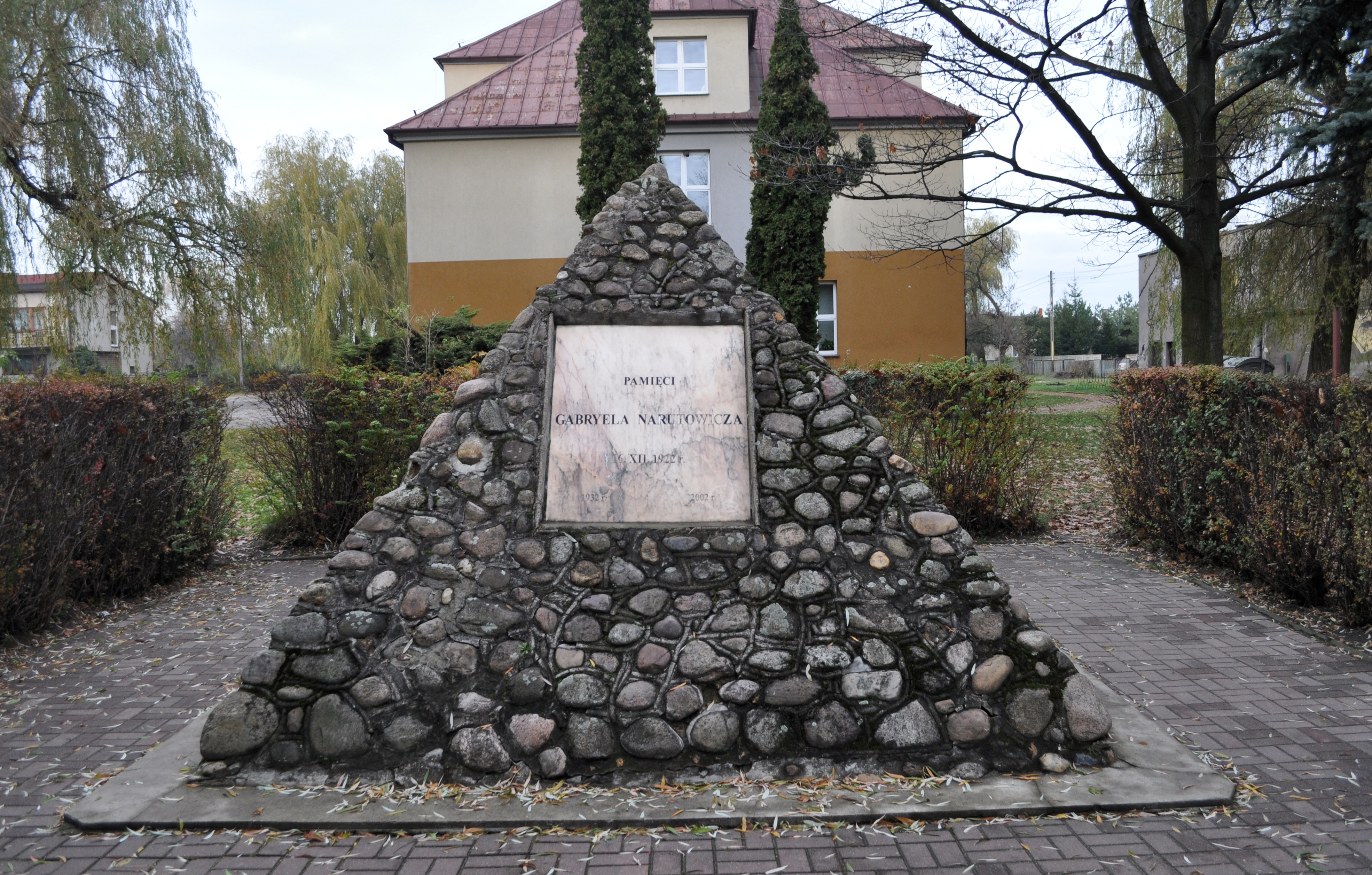
Pomnik z kamieni polnych poświęcony Gabrielowi Narutowiczowi, wzniesiony w X rocznicę jego śmierci, znajdujący się przed budynkiem szkoły

Szkoła Podstawowa nr 11 im. Marii Dąbrowskiej w Częstochowie została otwarta 1902 roku, jako jednoklasowa szkoła ludowa. Znajduje się ona w dzielnicy Gnaszyn przy ulicy Festynowej 24.

## Kalendarium
1902 – Otwarcie jednoklasowej szkoły ludowej
1923 – Budowa piętrowego budynku szkoły ze składek mieszkańców Gnaszyna
1924-1939 – Przekształcenie szkoły w placówkę siedmiooddziałową; nauka w systemie daltońskim
1939-1945 – Zawieszenie zajęć w szkole; nauka odbywała się w domach prywatnych
1945 – Reaktywowanie działalności szkoły
1948 – Zorganizowanie kursów oświatowych dla dorosłych
1963 – Rozpoczęcie budowy nowego budynku szkolnego
1965 – Uroczyste przekazanie nowej szkoły – nadanie jej imienia Marii Dąbrowskiej
1972 – Przekształcenie placówki w Zbiorczą Szkołę Gminną
1976 – Przekazanie sztandaru ufundowanego przez zakład opiekuńczy – ZPL „Wigolen”
1977 – Nowy podział administracyjny kraju – przyłączenie Gnaszyna do Częstochowy; powstanie Szkoły Podstawowej nr 11
1987 – Przyjęcie szkoły do Klubu Przodujących Szkół
1988 – Prezentacja dorobku szkoły; spotkanie delegacji „szkół klubowych” całego kraju
1992 – Przejęcie szkoły przez Gminę Częstochowa
1996 -2002 – prace remontowe w szkole (remont korytarzy, sanitariatów, dachu, wymiana oświetlenia, okien, powstanie kotłowni olejowej)
2002 – rozbudowa budynku szkolnego
2003 – oddanie do użytku nowego skrzydła szkoły
2003 – uzyskanie certyfikatu „Szkoły z klasą”
2006 – uzyskanie certyfikatu „Szkoły promującej przedsiębiorczość”
2006 – wykonanie nowej bieżni i skoczni

## Kierownicy szkoły
1924 – 1947 Henryk Jędrusik
1947 – 1958 Franciszek Pytel
1958 – 1962 Zdzisław Basiak
1962 – 1977 Helena Ryter
1977 – 1983 Alicja Jastrząb
1983 – 1992 Barbara Janicka
1992 Maria Świniarska

## Związani ze Szkołą
Do szkoły uczęszczała znana aktorka Kalina Jędrusik. Jej ojciec senator Henryk Jędrusik był pierwszym kierownikiem placówki w nowo wybudowanym budynku. 